# Megara (gmina)
Megara (gr. Δήμος Μεγαρέων, Dimos Megareon) – gmina w Grecji, w administracji zdecentralizowanej Attyka, w regionie Attyka, w jednostce regionalnej Attyka Zachodnia. Siedzibą gminy jest Megara. W 2011 roku liczyła 36 924 mieszkańców. Powstała 1 stycznia 2011 roku w wyniku połączenia dotychczasowych gmin Megara i Nea Peramos.